# ハウワ・イブラヒム
ハウワ・イブラヒム（Hauwa Ibrahim; 1968年1月20日 -）はナイジェリアの弁護士、人権擁護活動家。これまで姦通罪（ズィナー）に問われ、シャリーア法廷で石打ちによる死刑判決を言い渡された女性を含む150件以上の訴訟を無償で引き受けるなどして、その功績を称えられ、思想の自由のためのサハロフ賞、イタリア共和国功労勲章カヴァリエーレ、パリ市名誉市民の称号等を贈られた。

## 背景
ハウワ・イブラヒムは1968年1月20日、ボルノ州の人口2～3千人程度の村ゴンベ（1976年にバウチ州に編入、1996年にゴンベ州に編入され州都となった）のムスリムの家庭に生まれた。父はムッラーであった。現地の慣習では、女性は通常、初等教育のみ受け、12～13歳で結婚の準備をするが、母は教養のある家庭の出身であり、イブラヒムの姉は初めて中等教育を受けた女性の一人であった。しかし、「中等教育を終えたら、17～18歳で結婚しなければならない」と言われ、これに従って結婚した。イブラヒム家では2人目の娘に教育を受けさせる経済的な余裕がなく、多少の蓄えはあってもこれは慣習に従って女性の家族が負担する持参金代わりの「皿、スプーン、鍋」などのためであったため、彼女はすでに小学生のときから学費を得るために、「植物の根を採集して売り歩いた。自生植物、落花生、その他売れるものは何でも採集して売り歩いた」という。

## 教育・結婚・開業
イブラヒムはジョス大学で法学学士号および国際法と外交の修士号、ナイジェリア法科大学院で法学学士号を受けた後、アメリカン大学ワシントン・カレッジ・オブ・ローで法学修士号を取得した。大学の同級生と結婚。離婚後に建設業を営む男性と再婚し、この男性の援助を得て1996年、アブジャにアリエス法律事務所を設立した。現在、シニア・パートナーを務めている。イブラヒムには息子が2人ある。

## シャリーアと3つの事件

シャリーアを導入していない州
シャリーアが個人の身分に関する問題についてのみ適用される州
シャリーアが刑法を含む司法制度全体に適用される州

ナイジェリアでは2000年頃から北部の12州（ザムファラ州、カノ州、ソコト州、カツィナ州、バウチ州、ボルノ州、ジガワ州、ケビ州、ヨベ州、カドゥナ州、ナイジャ州、ゴンベ州）でイスラム法（シャリーア）が導入されているが、イスラム法では婚前交渉、婚外交渉、姦通罪（ズィナー）に対する鞭打ち刑、既婚者の場合は石打ちによる死刑、窃盗罪に対する手根切断刑などのハッド刑を定めている。イブラヒムが人権擁護活動に取り組むようになったのは、こうしたイスラム法に基づく3つの訴訟事件がきっかけであった。2000年のバリヤ・イブラヒム事件、2001年のサフィヤ・フセイニ事件、そして2002年のアミナ・ラワル事件である。

### バリヤ・イブラヒム事件
婚前交渉により出産したザムファラ州に住む32歳の女性バリヤ・イブラヒムが、鞭打ち180回の刑の判決を受けた事件では、当初は鞭打ち100回を求刑されたが、彼女が強姦を受けたと主張する相手の男性が強姦者は自分ではなく別の男性だと主張したため、偽証罪で80回の鞭打ちを追加された。ザムファラ州は2000年1月27日、ナイジェリアで最初にシャリーアを導入した州である。イブラヒム弁護士は最終的には無罪を獲得することができなかったが、鞭打ちは100回に減刑され、刑の執行は子どもが離乳するまで延期された。ところが、バリヤ・イブラヒムは離乳前に公開鞭打ち刑に処された。これについてザムファラ州政府のバシル・サンダ報道官は、鞭打ち刑の判決によって巻き起こされた国際的な論争に終止符を打つためであったと説明した。ザムファラ州知事代理のマフムド・シンカフィ（現知事）は、バリヤ・イブラヒムは鞭打ちにより「打撲傷を負った程度」で「大した怪我ではない」、刑執行直後、「アッラーにこの刑を受けたことを感謝し、徒歩で帰宅し、村に戻ったときには非常に満足していた」と語った。人権擁護団体は、州政府とシャリーア法廷によるこの違反に衝撃を受け、抗議した。
ムスリムであるイブラヒム弁護士は、イスラム法自体に抗議しているわけではなく、むしろ、イスラム法によりナイジェリア社会の精神性が保障されると考えている。彼女が抗議しているのは、この事件に見るようなイスラム法の濫用である。

### サフィヤ・フサイニ事件
翌2001年に担当したサフィヤ・フサイニ事件は、ソコト州の小村トゥンガル・トゥデュに住む35歳の女性サフィヤ・フサイニが離婚後、父親の友人である60代の男性との関係により出産し、姦通罪に問われ、同年10月にイスラム法の導入後初めて石打ちによる死刑を言い渡された事件である。当初は強姦とされたが、強姦であっても婚外交渉であることに変わりはなく、姦通罪が成立する。バリヤ・イブラヒム事件と同様に国際的な論争を巻き起こし、アムネスティ・インターナショナルは、「いかなる国の宗教や法律をも尊重するが、死刑、苔刑、切断刑、投石刑など拷問や非人道的、屈辱的扱いを伴う懲罰に対しては無条件で反対する」として「サフィヤを救おう」というキャンペーンを開始し、35万人の署名を得た。2002年3月中旬に行われたバルセロナ欧州首脳会議でも「EU各国はナイジェリアで一人の女性が投石刑に処されるかもしれないという情報を得て、非常に遺憾に思っている」とフサイニを支持する声明を発表し、ナイジェリア政府当局に対して「あくまでも人権と人間としての尊厳を尊重してほしい」と寛大な処置を求めた。オルシェグン・オバサンジョ大統領もフサイニの運命に懸念を表明したが、支援活動を積極的に支持したわけではなかった。2003年に大統領選を控え、当選にはイスラム法を適用する北部州の票獲得が不可欠であったからである。
イブラヒム弁護士は、2002年3月25日に行われた控訴審で無罪を獲得した。ソコト州控訴院は、フサイニの姦通はソコト州にシャリーアが導入される前のことであり、かつ、フサイニの証言（自白）がイスラム法による姦通罪の重大さについて十分に知らされることなく行われたこと（すなわち、離婚後間もないことであり、前夫との子である可能性があったにもかかわらず、婚外子であると証言したこと）を理由に、シャリーア法廷の一審判決は無効であるとした。
サフィヤ・フサイニは2004年にイタリア人作家ラファエレ・マストとの連名で、この間の経緯を語った著書（英語版、フランス語版）を発表した。

### アミナ・ラワル事件
2002年に同じように離婚後の出産により姦通罪に問われ、石打ちによる死刑判決を受けたアミナ・ラワルの事件はさらに大きな反響を呼び、全世界で抗議の声が上がった。カツィナ州フントゥアのシャリーア法廷が控訴審で第一審の死刑判決を支持し、控訴棄却判決を下したからである。傍聴席から一斉にアッラーフ・アクバル（アッラーは偉大なり）の声が上がった。
これに対して、フランスでは反人種主義・諸民族間友好促進運動（MRAP）の会長が、「このように野蛮で中世的な判決」を下したナイジェリアを国際社会から追放すべきであると訴え、フランス人権連盟のミシェル・テュビアナ会長は、このような慣習に抗議するよう、アフリカ連合に呼びかけた。ローマに本部を置き全世界で死刑廃止運動を行っている「ハンズ・オフ・カイン」など他の人権擁護団体もオバサンジョ大統領に介入を要求した。また、人権活動家らに限らず、たとえば、2002年11月30日にナイジェリアの首都アブジャで開催される予定であったミス・ワールド大会の各国代表者の多くがアミナ・ラワルの死刑判決に抗議して欠席を表明またはボイコットを呼びかけたため、アブジャでの開催は中止され、12月2日にロンドンで行われることになった。米国ではオプラ・ウィンフリーがトーク番組（オプラ・ウィンフリー・ショー）で「アミナ・ラワルの命を救えるか」と題する特集を組んだ。
最終的には無罪を獲得したが、イブラヒム弁護士は、判決は被告の「告白」に基づいているが、アミナ・ラワルは法廷で「あなたはこの子を出産し、しかも結婚していないのか」という問いに「はい」と答えただけであり、これは「告白」の定義から外れる、ハディースにおいてもスンナにおいても、これは「告白」とはみなされないと主張した。また、イスラム法に照らしてみても、アミナ・ラワルは裁判への弁護士の立ち合いを求めることができるが、そのような機会は一切与えられなかったという。

## 無償で引き受けた150件以上の訴訟
イブラヒムはこれらの事件をすべて無償で引き受けていた。また、女性だけでなく、窃盗罪に問われ、手根切断刑を言い渡された未成年者の場合なども同様である。これは、被告がみな貧しい家庭に育ち、弁護士を立てる費用がなかったからである。これまでに無償で引き受けた訴訟事件は150件以上に上る。
彼女はこうした功績により、2005年に欧州議会による思想の自由のためのサハロフ賞を受賞し、同年3月にイタリア共和国功労勲章カヴァリエーレ、翌2006年にパリ市から名誉市民の称号を贈られた。

## その他の活動
2000年には女性として初めてナイジェリア弁護士会の全国広報長官を務め、2002年、汎アフリカ弁護士連合の憲章の起草に参加した。イブラヒムはこの他、国連開発計画、ナイジェリア欧州連合委員会・代表部および国境なき弁護士団（2000年設立の非営利団体、本部：コネチカット州ニューヘイブン）の顧問を務めている。
グッドラック・ジョナサン大統領は、西欧式の非イスラム教育を認めないナイジェリアのサラフィー・ジハード主義組織ボコ・ハラムが2014年4月に276名の女子生徒を拉致した事件（ナイジェリア生徒拉致事件）を受け、同年5月、イブラヒムを事実調査委員会の委員に任命した。
2017年、ムハンマド・ブハリ大統領はナイジェリア軍による人権尊重の義務遵守に関する調査団を結成。イブラヒムを団員に任命し、2018年2月に調査報告書の提出を受けた。
イブラヒムは教育研究分野でも国際的に活躍している。ハーバード大学神学大学院、イェール大学、ローマ大学などの客員研究員を務め、ラドクリフ・カレッジ、ハーバード大学人権プログラムおよびイスラム法研究プログラムのフェローシップを受けて研究に専念し、2013年に著書『シャリーア法の執行 ― シャリーア法廷で正義を勝ち取るための7つの戦略 (Practicing Shariah Law: Seven Strategies for Achieving Justice in Shariah Courts)』(American Bar Association) を発表した。
ハウワ・イブラヒムは、ナイジェリアの将来にとって重要なのは女性の教育であると繰り返し主張している。

## 参考資料
- FRONTLINE/WORLD . NIGERIA - The Road North . Nigerian Women Speak Out . Hauwa Ibrahim Amina Lawal's attorney
- Hauwa Ibrahim, J.D., S.J.D., M.L. Wellesley Centers for Women
- Hauwa Ibrahim (jeuneafrique.com)